# Yellow Claw
Yellow Claw («Єллоу Кло», від англ. Yellow Claw — «жовтий кіготь») — нідерландський дует (раніше-тріо), який виконує електронну музику у стилі треп. Є одним найвідоміших треп-виконувачів світу. Склад — Jim Aasgier (справжнє ім'я — Jim Taihuttu, укр. Джим Тайхутту) та Nizzle (справжнє ім'я — Nils Rondhuis, укр. Нільс Рондхоус). Гурт базується у м. Амстердам.

## Кар'єра
Гурт Yellow Claw здобув славу у 2010 році, після проведення вечірки у одному з найвідоміших нічних клубів Амстердаму «Jimmy Woo». Протягом 2012 і 2013 років гурт випустив низку успішних синглів, таких як «Krokobil», «Nooit Meer Slapen», «Thunder» and «Last Night Ever». Відеокліпи до кожної з пісень стали дуже популярними, набравши більш, ніж по 4 млн переглядів кожен на Youtube. В цей період гурт активно гастролює, в тому числі на великих фестивалях DirtyDutch Festival, Sneakerz Festival, Latin Village Festival та Solar Festival.
У 2013 році підписали контракт із лейблом Diplo Mad Decent. 7 березня 2013 року гурт випустив свій перший міжнародний EP Amsterdam Trap Music". У червні вони виступили на шоу Diplo and Friends на BBC Radio 1, а у липні — на фестивалі Tomorrowland. 26 вересня 2013 року хлопці випустили другий EP під назвою Amsterdam Twerk Music.
1 листопада 2013 року, після початку співпраці з лейблом Spinnin' Records, гурт випустив перший міжнародний сингл «Shotgun», який вони записали за участі нідерландської співачки Rochelle.
У 2015 році Yellow Claw випустили свій перший студійний альбом «Blood for Mercy».
Головний сингл альбому «In My Room» був зписаний за участі DJ Mustard, Ty Dolla Sign та Tyga.
22 червня 2016 року на своїй офіційний сторінці у Facebook, Yellow Claw оголосили, що MC Bizzey вирішив залишити гурт. EDC Las Vegas 2016 був їхнім останнім виступом як тріо.
У березні 2017 року гурт випустив свій другий студійний альбом Los Amsterdam на лейблі Mad Decent. Окрім самостійних робіт Yellow Claw він також включає в себе спільні треки з Rochelle («Light Years»), Lil Debbie («City On Lockdown»), DJ Snake та Elliphant («Good Day»), GTA («Hold on to Me»).
29 червня гурт виступив на сцені київського фестивалю Atlas Weekend, а у липні 2017 року  — на головній сцені фестивалю Tomorrowland.
25 травня 2018 року було підтверджено участь гурту на фестивалі Sziget. 22 червня 2018 року вийшов третій студійний альбом гурту під назвою New Blood. Альбом включає в себе багато робіт у співпраці з іншими артистами, серед яких San Holo, DJ Snake та ASAP Ferg.

## Склад
- Jim Aasgier (справжнє ім'я Jim Taihuttu — Джим Тайхутту), народився 6 липня 1981 — діджей та продюсер[9]
- Nizzle (справжнє ім'я Nils Rondhuis — Нільс Рондхоус), народився 6 вересня 1987 — діджей та продюсер[10]

## Barong Family
У травні 2014 року Yellow Claw заснували свій лейбл Barong Family, який випускався через Spinnin' Records. Перший підписаний контракт був з амстердамським гуртом Mightyfools, а першим релізом була пісня «Lick Dat» 2 червня 2014 року. Другим синглом став трек «Money Grabber» від Yung Felix 25 серпня 2014 року. Після цього були ще сингли від Wiwek та Coone. У 2015 році Barong Family відділилися від Spinnin' Records та почали діяти самостійно.
У лютому 2019 року нідерландський дует Moksi запустив під-лейбл Barong Family під назвою Moksi Family. 12 липня Yellow Claw випустили сингл «Get Up» на лейблі Roc Nation. Підписавши контракт з лейблом, гурт зразу випустив ще один сингл «Baila Conmigo», записаний за участі Saweetie, Inna та Джен Морель.
31 січня 2020 року гурт випустив свій четвертий студійний альбом під назвою Never Dies.

## Дискографія

### Альбоми
- Blood for Mercy — 2015
- Los Amsterdam — 2017
- New Blood — 2018
- Never Dies — 2020

### EP
- Danger Days — 2019

### Сингли
- «Allermooiste Feestje» (featuring Mr. Polska and Ronnie Flex) — 2012
- «Krokobil» (featuring Sjaak and Mr. Polksa) — 2012
- «Nooit Meer Slapen» (featuring Ronnie Flex, MocroManiac and Jebroer) — 2012
- «Thunder» (with The Opposites) — 2013
- «Last Night Ever» (with LNY TNZ) — 2013
- «Shotgun» (featuring Rochelle) — 2013
- «Techno» (with Diplo and LNY TNZ featuring Waka Flocka Flame) — 2014
- «Till It Hurts» (featuring Ayden) — 2014
- «Run Away» — 2015
- «Wild Mustang» (with Cesqeaux featuring Becky G) — 2015
- «We Made It» (featuring Lil' Eddie) — 2015
- «In My Room» (with DJ Mustard featuring Ty Dolla Sign and Tyga) — 2015
- «Catch Me» (with Flux Pavilion featuring Naaz) — 2016
- «Invitation» (featuring Yade Lauren) — 2016
- «Love & War» (featuring Yade Lauren) — 2016
- «Good Day» (featuring DJ Snake and Elliphant) — 2017
- «Light Years» (featuring Rochelle) — 2017
- «City on Lockdown» (featuring Juicy J and Lil Debbie) — 2017
- «Open» (featuring Moksi and Jonna Fraser) — 2017
- «Lit» (with Steve Aoki featuring Gucci Mane and T-Pain) — 2018
- «New World» (with Krewella featuring Taylor Bennett) — 2018
- «Both of Us» (featuring STORi) — 2018
- «Villain» (featuring Valentina) — 2018
- «Cry Wolf» (with DOLF featuring Sophie Simmons) — 2018
- «Summertime» (featuring San Holo) — 2018
- «Crash This Party» (featuring Tabitha Nause) — 2018
- «Bittersweet» (featuring Sofía Reyes) — 2018
- «Fake Chanel» (featuring ASAP Ferg and Creek Boyz) — 2018
- «To the Max» (featuring Mc. Kekel, Lil Debbie, Bok Nero and MC Gustta) — 2018
- «Public Enemy» (with DJ Snake) — 2018
- «Waiting» (featuring Rochelle) — 2018
- «Give It to Me» (with Nonsens) — 2019
- «We Can Get High» (with Galantis) — 2019
- "Get Up" (featuring Kiddo) — 2019
- "Baila Conmigo" (featuring Saweetie, Inna та Дженн Морель) — 2019
- "Let's Get Married" (featuring Offset та Ера Істрефі) — 2019
- «Amsterdamned» — 2019
- "El Terror" (featuring Jon Z and Lil Toe) — 2019
- "Take Me Back" (with Corsak featuring Julia Wu) — 2020
- "Supernoize" (with Juyen Sebulba featuring RayRay) — 2020
- "Rewind" (with Krewella) — 2020
- "Hush" (with Weird Genius featuring Reikko) — 2020